# Visoče, Šentjur
Visoče je naselje v Občini Šentjur.